# Crkva Uspenija Presvete Bogorodice u Čajniču
Crkva Uspenija Presvete Bogorodice je pravoslavna crkva u Čajniču. Građena je od 1857. do 1863. U ovoj se crkvi čuva čuva i osobito časti znamenita ikona Presvete Bogorodice - "Čajnička Krasnica". Na istoj porti nalazi se crkva Vaznesenja Gospodnjeg. Pripada dabrobosanskoj mitropoliji Srpske pravoslavne Crkve.
Građevinska cjelina - Crkva Vaznesenja Hristovog i Crkva Uspenja Bogorodičinog u Čajniču tvore nacionalni spomenik Bosne i Hercegovine. Uz objekte stare i nove crkve, u to spadaju i pokretnine:
- zbirka rukopisnih knjiga – 12 knjiga,
- zbirka tiskanih knjiga – 56 knjiga,
- zbirka ikona – 25 ikona.[2]